# Jeden plus dziesięć
Jeden plus Dziesięć (ang. 1st and Ten) – serial komediowy produkowany w latach 1984–1990 w USA, wyświetlany od 2 grudnia 1984 do 23 stycznia 1991 w HBO. Ma 80 odcinków po 30 min każdy. W Polsce był emitowany za pośrednictwem telewizji Polonia 1.

## Fabuła
Diane Barrow po rozwodzie ze swoim mężem otrzymuje drużynę futbolową „California Bulls”. Po przejęciu władzy nad klubem wprowadza zmiany personalne, dzięki którym drużynie lepiej się powodzi i zaczyna wygrywać wszystkie mecze.

## Obsada

### Aktorzy

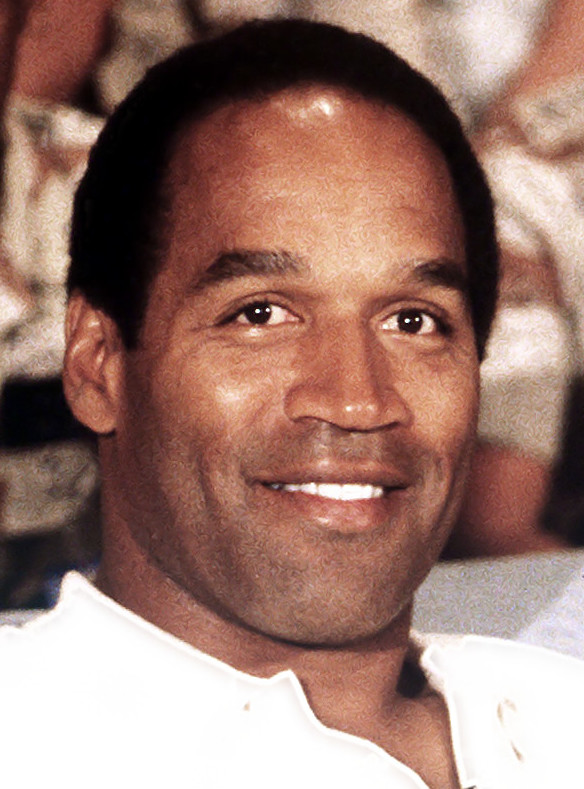
O.J. Simpson wcielający się w postać T.D. Parkera

| Aktor                | Rola                |
| -------------------- | ------------------- |
| O.J. Simpson         | T.D. Parker         |
| John Matuszak        | John Manzak         |
| Delta Burke          | Diane Barrow        |
| Reid Shelton         | Coach Ernie Denardo |
| Cliff Frazier        | Jethro Snell        |
| Prince Hughes        | Bubba Kincaid       |
| Donald Gibb          | Dottor Morte        |
| Tony Longo           | Mad Dog Smears      |
| John Kassir          | Zagreb Shkenusky    |
| Michael Toland       | Billy Cooper        |
| Geoffrey Scott       | Bob Dorsey          |
| Jason Beghe          | Tom Yinessa         |
| Stan Camber          | Coach Greer         |
| Marshall Teague      | Mace Petty          |
| Sam Scarber          | Carl Witherspoon    |
| Chris Meloni         | Johnny Gunn         |
| Jeff East            | Bryce Smith         |
| Tom „Tiny” Lister Jr | Otis                |
| Leah Ayres           | Jill Schrader       |
| Shanna Reed          | Gale Conroy         |

### Inni
| Imię i nazwisko                              | Rola       |
| -------------------------------------------- | ---------- |
| Stan Taylor                                  | Fotograf   |
| John Blizek                                  | Montażysta |
| Dave Fischer, Rocky Davis, George S. Clinton | Muzycy     |
| Peter Locke, Donald Kushner                  | Producenci |